# Lokomotiva 182
Lokomotiva řady 182 (dle starého označení E 669.2) je jednosystémová elektrická lokomotiva určená pro těžkou nákladní dopravu. Tato řada vychází z lokomotiv řady 181, oproti kterým jsou provedeny jen drobné úpravy, vyplývající z poznatků s provozem výchozího typu. Lokomotivy řady 182 vyráběla plzeňská Škoda mezi lety 1963–1965 pod továrním označením Škoda 59E.

## Vývoj
Počátkem 60. let byla ve Škodě hromadně vyráběna řada 181 (E 669.1, celkem vyrobeno 150 kusů), ale při rychle postupujícím tempu elektrizace bylo brzy zřejmé, že tento počet lokomotiv nemůže pro plné nahrazení parních strojů dostačovat. Zároveň se na některých úsecích s lehčím svrškem projevovala příliš vysoká hmotnost a dlouhé podvozky řady 181, proto byla objednána mírně upravená série se sníženou hmotností a zkráceným rozvorem. Výroba byla zahájena prakticky vzápětí po skončení produkce staršího typu a díky postupnému doobjednávání dalších sérií pokračovala až do roku 1965. Vyrobeno bylo 168 kusů, které se zabydlely především v depech na Moravě a Slovensku.

## Konstrukce
V mechanické části je lokomotiva téměř shodná s řadou 181, jak již bylo zmíněno, pouze byl zkrácen rozvor podvozků a některé díly vylehčeny, díky čemuž hmotnost poklesla o 4 tuny. Trakční motory a celé pohonné soustrojí je identické, stejně jako koncepce přenosu výkonu (odporová regulace výkonu) a brzdová výstroj. Díky vzájemné hluboké unifikaci je možné obě řady provozovat společně bez jakýchkoli problémů.

## Provoz
Shodně s výchozí řadou, i tyto lokomotivy byly především určeny pro nákladní dopravu na sklonově náročných tratích. Po jejím dodání byly brzy rušeny staré parní lokomotivy, případně přesouvány na méně náročné výkony. Stroje dodané do slovenských dep zčásti nahradily starší řadu 181, jenž byla předána do LD Česká Třebová a Valašské Meziříčí, kde byla tato řada soustředěna. Později je doplnila další vyrobená řada 183, provozovaná téměř výhradně právě na Slovensku. Přibližně v tomto rozložení sloužily všechny typy téměř 30 let, než došlo k prvnímu většímu rušení.[zdroj?]
Mezi prvními byly likvidovány slovenské stroje ve prospěch novější řady 183, v rámci sjednocení řad část exemplářů v lepším stavu obohatila stavy českých dep. I zde však byly rušeny lokomotivy po nehodách, požárech a z dalších příčin. Dalším důvodem byly také třínápravové podvozky, negativně se projevující na stavu tratí. Především pro postrkovou službu ale byly stále nenahraditelné, proto v depech Česká Třebová, Ostrava a Valašské Meziříčí stále přežívaly v poměrně velkých počtech.[zdroj?]
V roce 2007 byla z dosud unitárních Českých drah vyčleněna nákladní divize ČD Cargo a všechny zbývající lokomotivy připadly právě jí. Ta je postupně soustředila do jediného depa, SOKV Ostrava. Zde slouží zbývající lokomotivy zejména na postrcích přes česko-slovenskou hranici, v ostravském uzlu, příležitostně se mohou objevit i na Valašsku a jinde. Vyřazované lokomotivy jsou pronajímány polským, slovenským, ale i českým dopravcům. Jeden stroj má v pronájmu Lokorail, dva měla pronajaté společnost BRKS, po ukončení nájmu však přešly do pronájmu společnosti ODOS. Většina strojů je ale upravována pro provoz v Polsku pro společnost CTL.[zdroj?]
Na Slovensku byla tato řada provozována společností ZSSK Cargo do roku 2006, kdy byly zbylé lokomotivy zrušeny a prodány různým zájemcům. Většina jich skončila opět v Polsku, pouze stroj 182.166 získala společnost ODOS. Jedinou výjimkou se stala lokomotiva 182.063, která však byla přeznačena na 183.044.[zdroj?]
V roce 2024 si nevyužitou lokomotivu 182.153 (t.č.[kdy?] polské registrace 315.0517) od slovenské společnosti I.G. Rail dlouhodobě pronajal osobní dopravce RegioJet pro vozbu přímých vozů z Košic do ukrajinského Čopu a zpět od nočního vlaku z Prahy. Nasazení v osobní dopravě si vyžádalo doplnění kabelu vlakového vytápění a žluté hadice vzduchového napájení.[zdroj?]

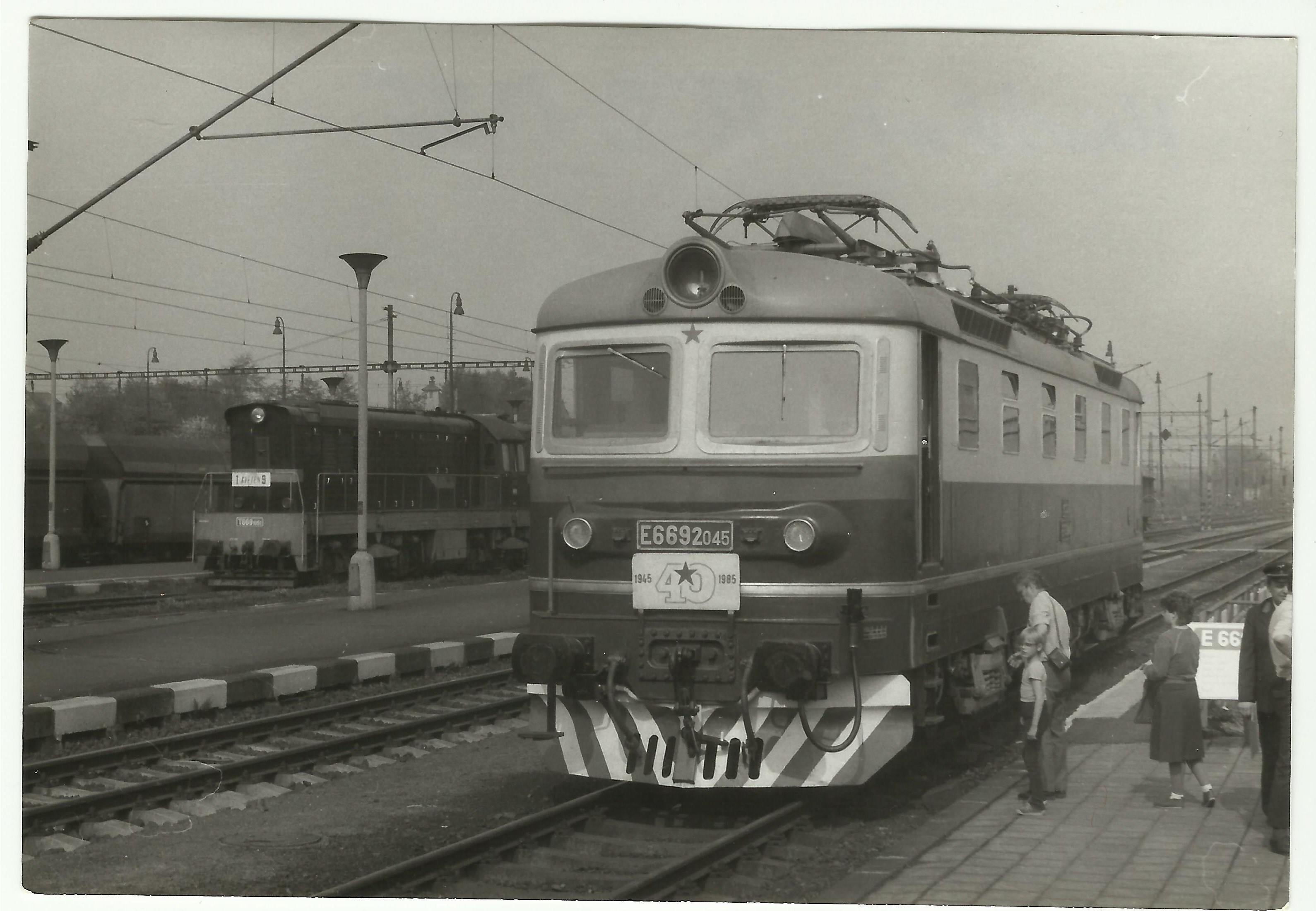
E669.2045 v Havířově 12. května 1985
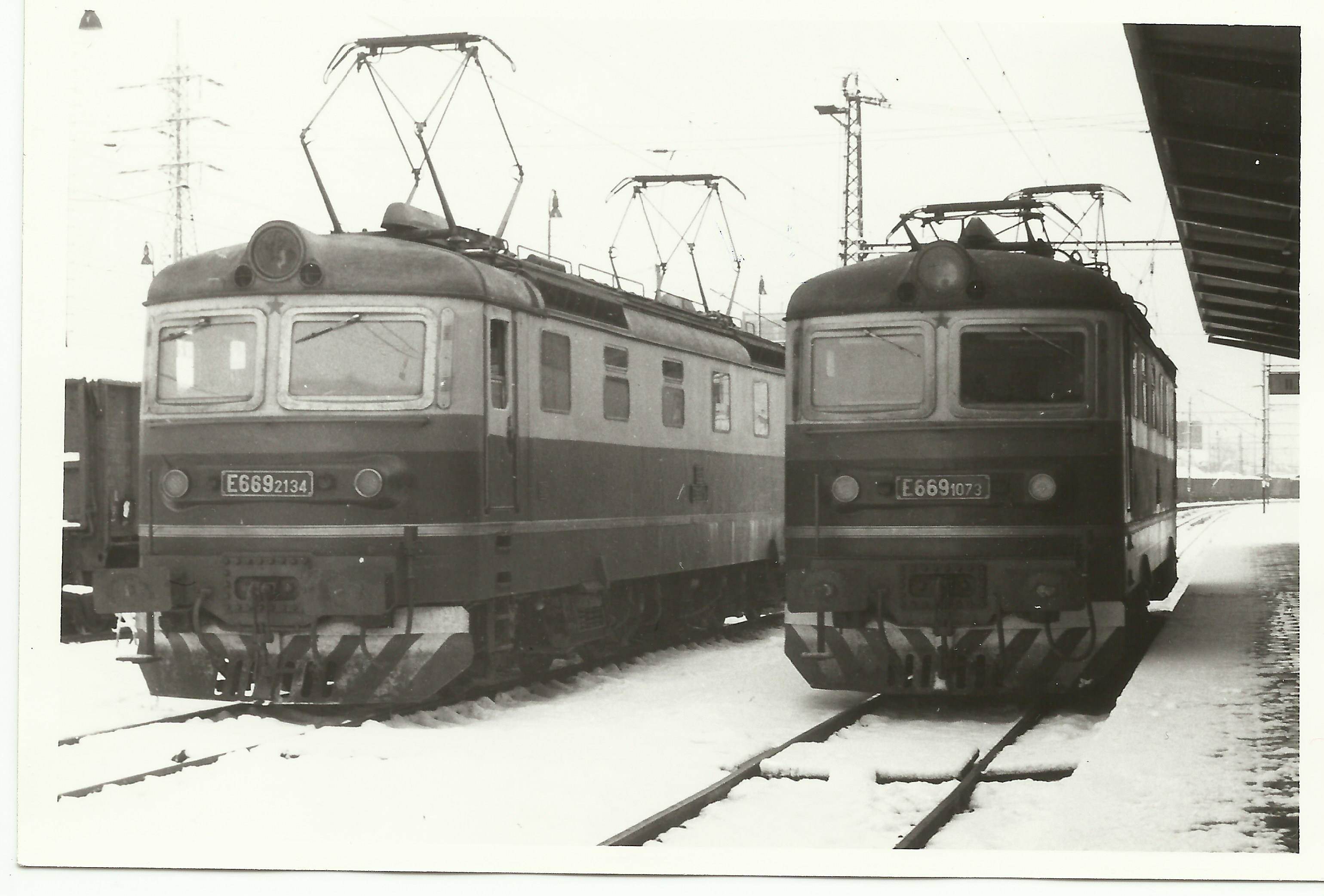
E669.2134 s E669.1073 ve Vítkovicích v roce 1986
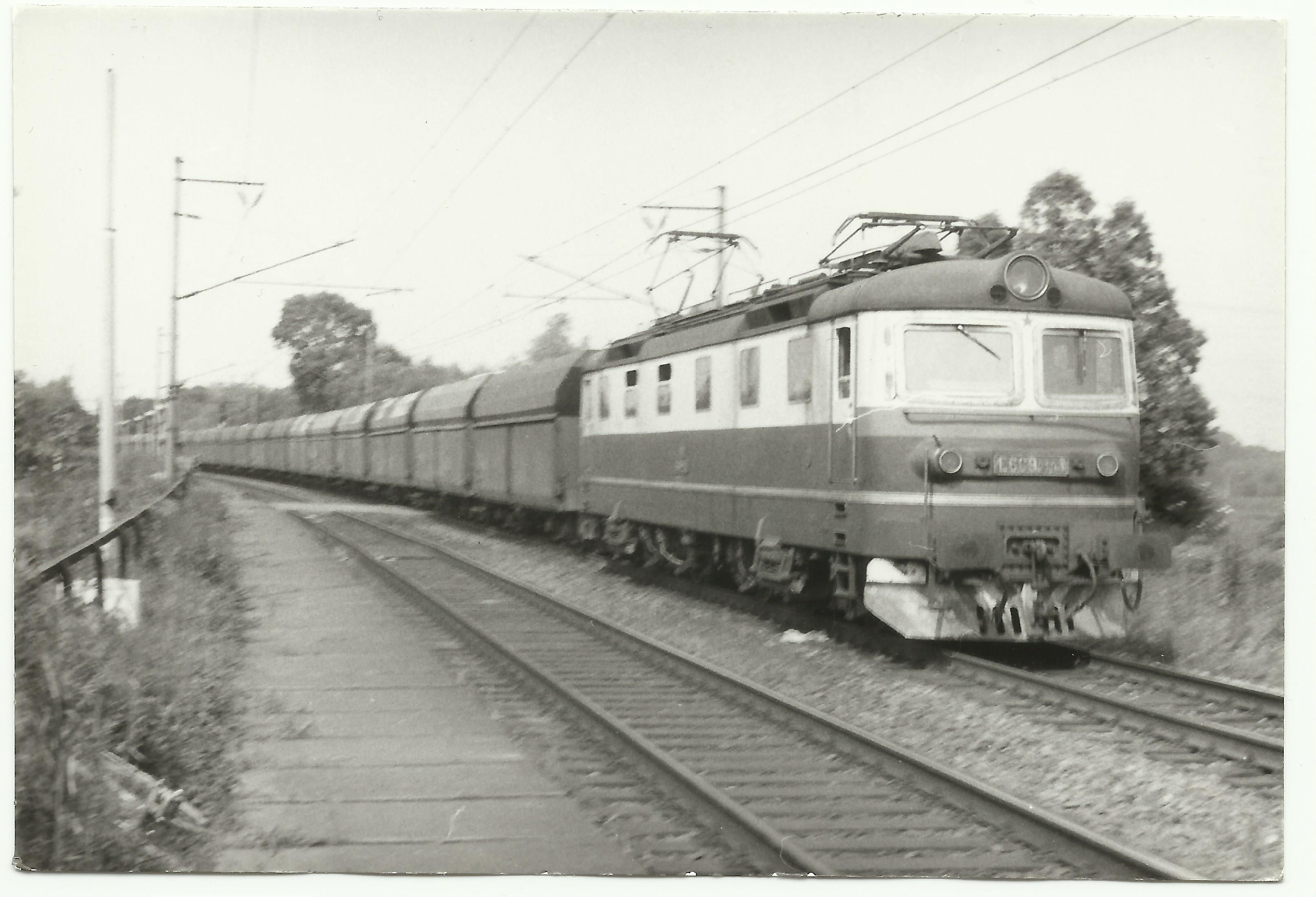
E669.2134 v Polance nad Odrou v roce 1989
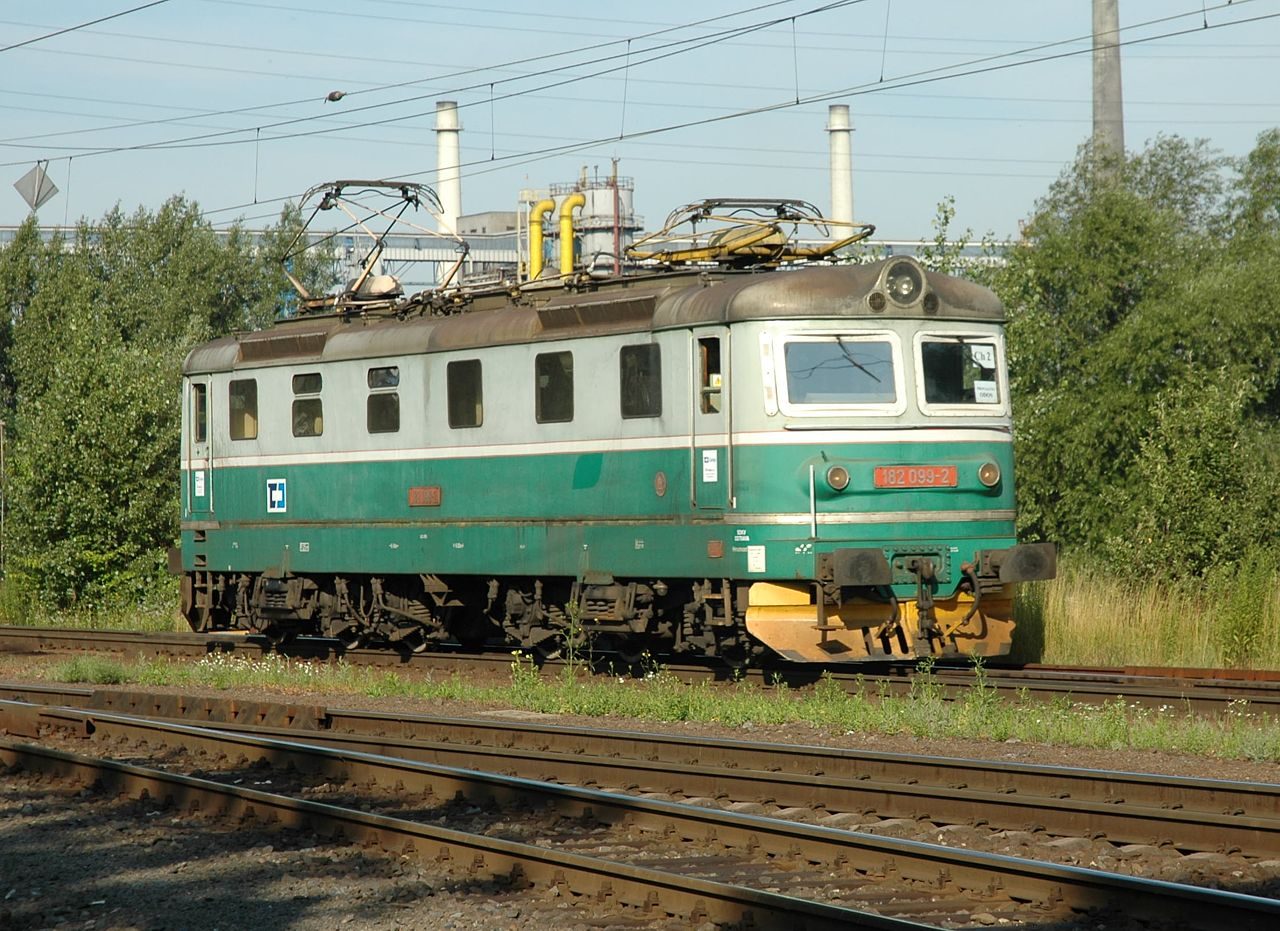
182.099 v Ostravě Hrušově
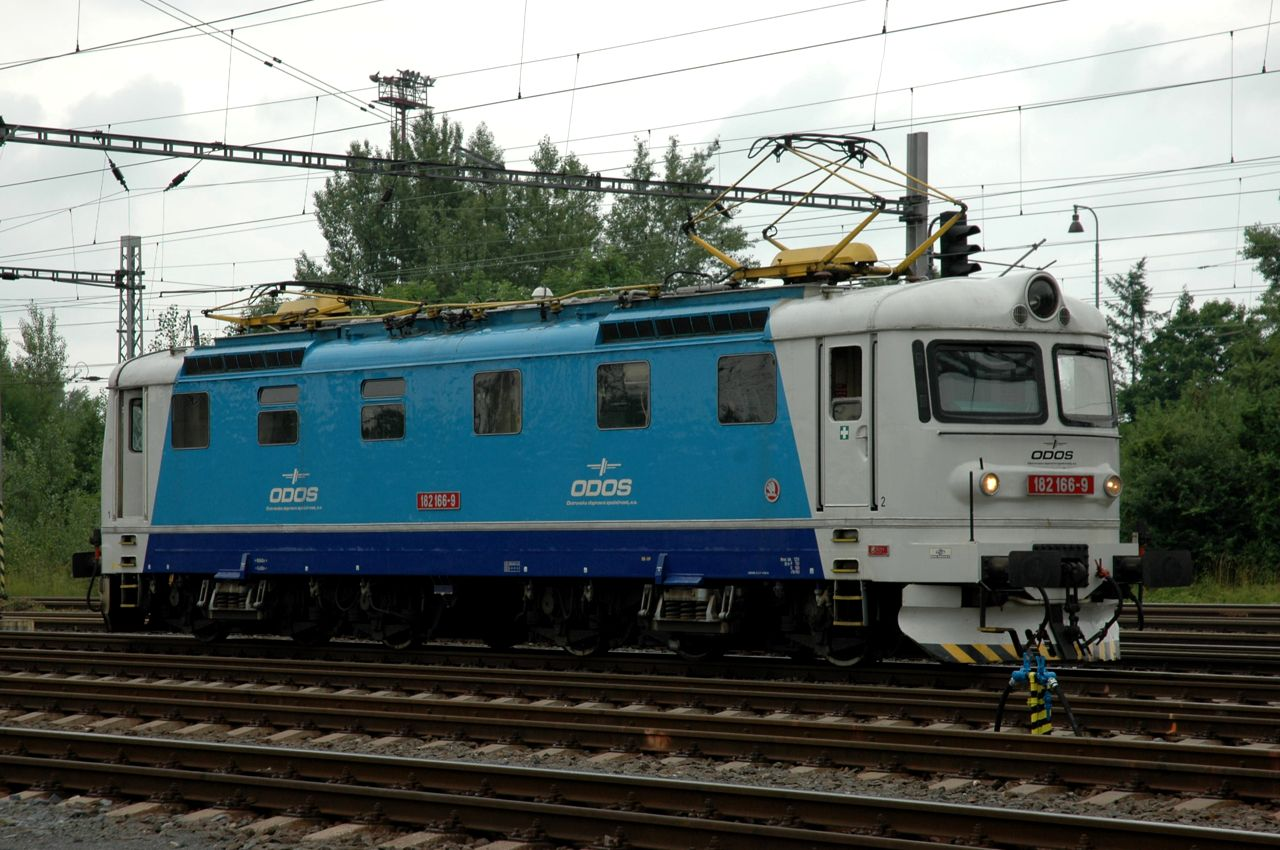
Stroj řady 182, provozovaný firmou ODOS

## Provozované lokomotivy
- ČD Cargo: 182.038, 099, 134, 168
- AWT: 182.053
- ODOS: 182.080, 166
- Lokorail: 182.072
- BF Logistics: 182.087 (lokomotiva provozována s polskou registrací pod číslem 150.514)

(Lokomotivy označené kurzívou má daná firma v nájmu.)

## Historické lokomotivy
- ČD Cargo: 182.168
- MDC Vrútky: 182.133